# DSab (Inschrift)

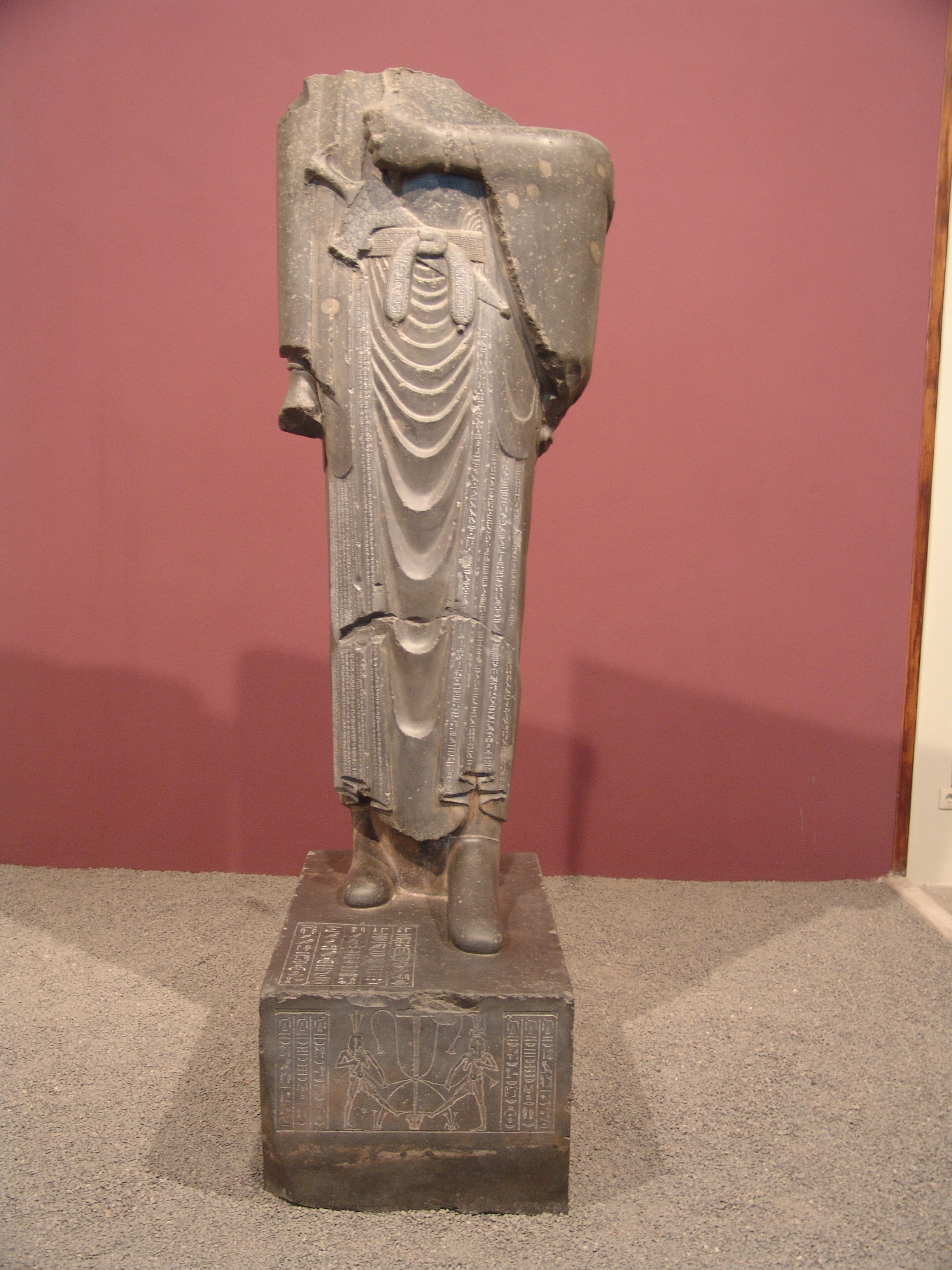
Frontalansicht mit den Keilschriften und den ägyptischen Texten 1 bis 4

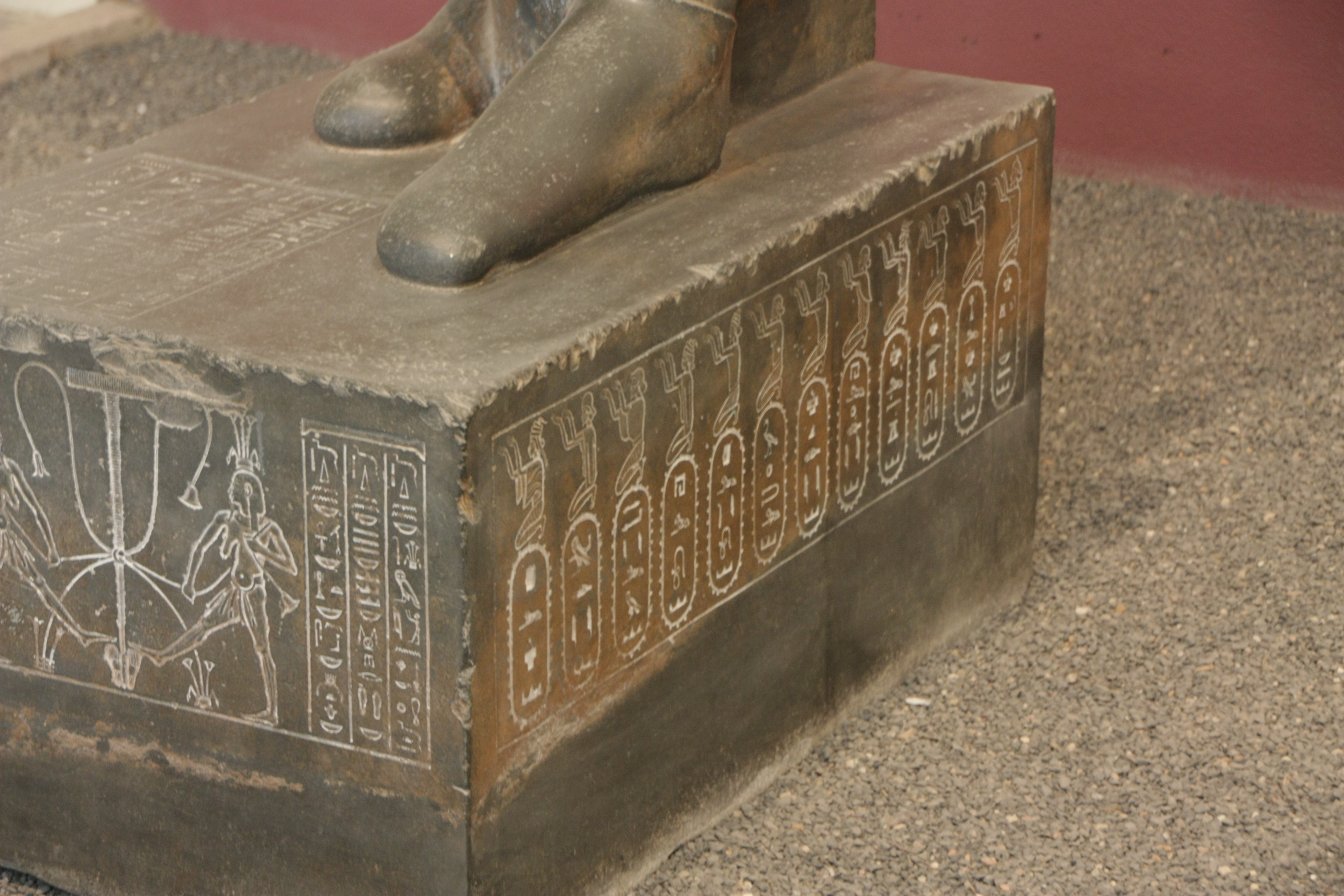
An der Front das Symbol sma-taouy mit dem Text 4 und die Seitenansicht mit den Völkern des Irans und vom Norden mit dem Text 5

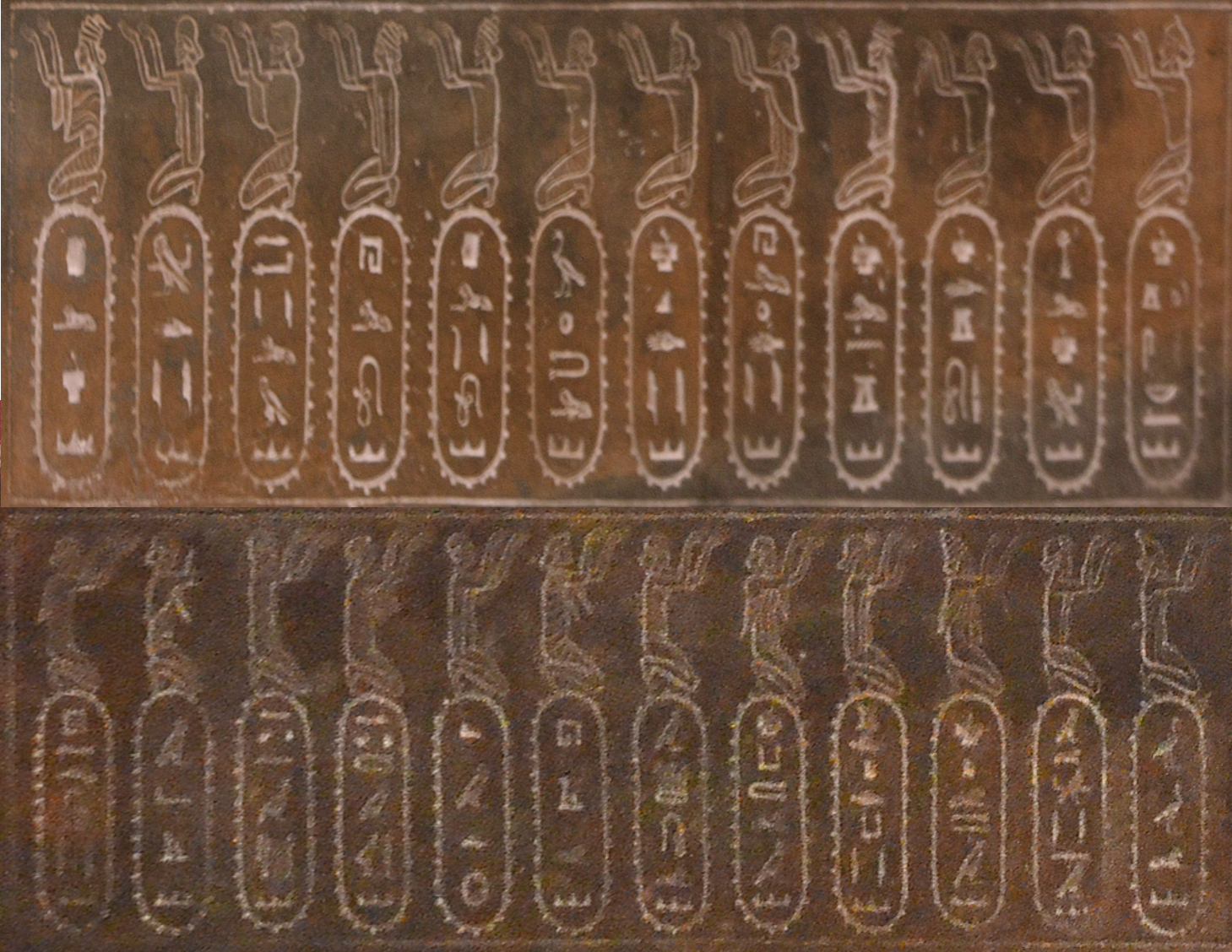
Die beiden Reihen der Völker zusammengestellt. Links oben die Perser, rechts unten die Babylonier

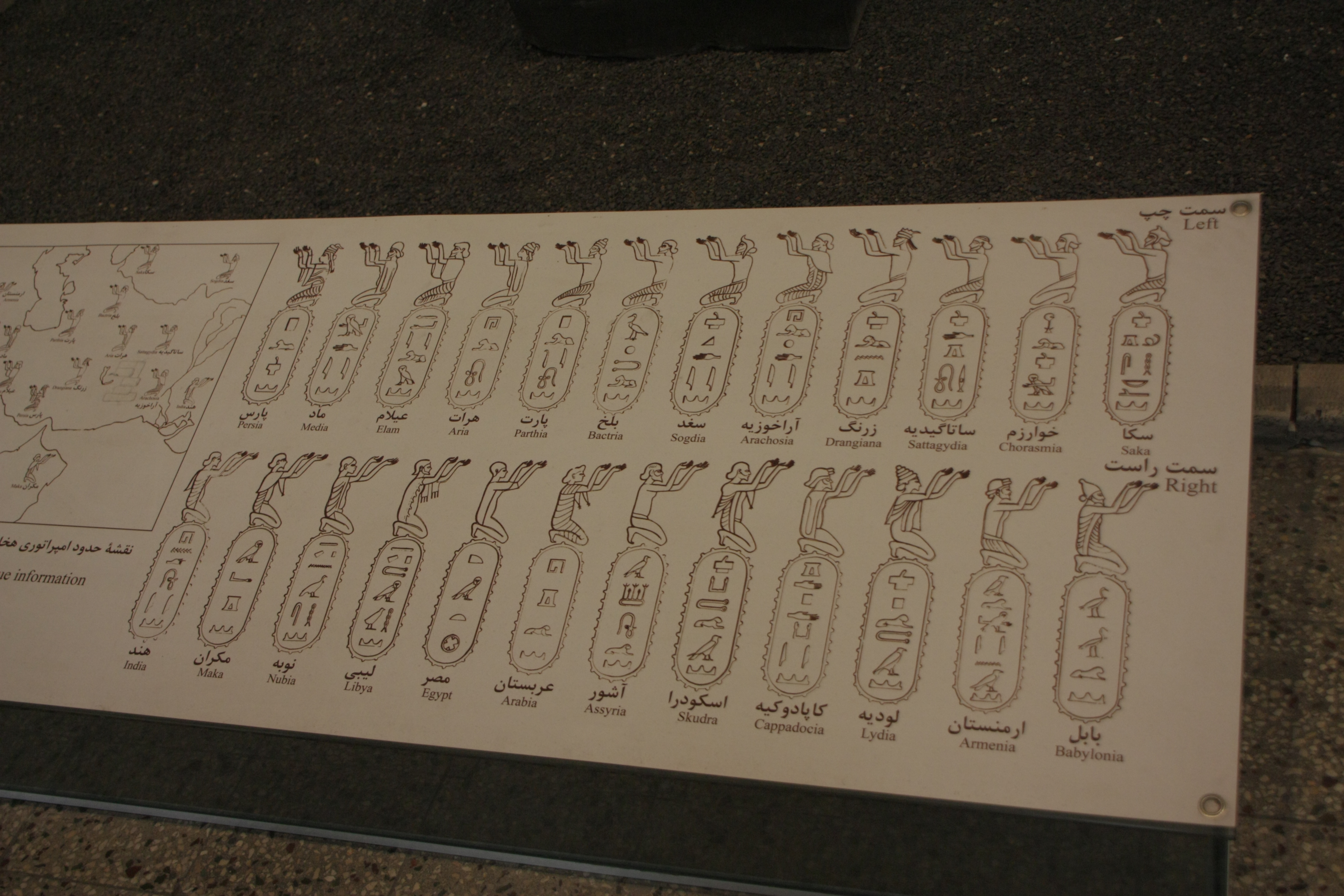
Gezeichnete Darstellung der 24 Völker

DSab ist die Bezeichnung mehrerer Inschriften von Dareios I. (D). Sie wurden in Susa (S) entdeckt und von der Wissenschaft mit einem Index (ab) versehen. Die Inschriften liegen in altpersischer, elamischer, babylonischer und ägyptischer Sprache vor. Sie sind auf der Statue des Dareios I. angebracht.

## Beschreibung
Auf der Statue des Dareios I. befinden sich mehrere Inschriften. Die Falten der persischen Robe bilden auf der Vorderseite jeder Körperhälfte vier Falten. Die vier Falten auf der rechten Körperhälfte tragen die Keilschrifttexte in altpersischer, elamischer und babylonischer Sprache, während auf den Falten der linken Körperhälfte der längste der fünf ägyptischen Texte angebracht ist (Text 2). Auf den Laschen des Gürtels befindet sich in ägyptischen Hieroglyphen der Name des Königs (Text 1). Der Sockel, auf dem die Statue steht, ist auf allen Seiten mit Bildern verziert, die zum pharaonischen Repertoire gehören oder von diesem adaptiert wurden. Vor dem rechten Fuß ist auf der Oberfläche des Sockels eine weitere Inschrift angebracht (Text 3). Auf der Vorder-, beziehungsweise auf der Rückseite des Sockels befinden sich Darstellungen von den Genien, die Ober- und Unterägypten verkörpern. Links und rechts von ihnen ist eine weitere Inschrift zu sehen (Text 4). Auf beiden Seiten des Sockels werden 24 Völker des Reichs aufgezählt (Text 5). Die knienden Figuren, welche die Völker darstellen, unterscheiden sich in Kleidung, ihrer Haartracht und ihrem Gesicht. Die Völker des Irans und vom Norden sind auf der linken Seite und die Völker des Westens und des Südens befinden sich auf der rechten Seite. Der Zustand aller Inschriften ist sehr gut.

## Inhalt

### Die dreisprachige Inschrift
„§1 Der große Gott (ist) Ahuramazdǎ, der diese Erde erschaffen hat, der jenen Himmel erschaffen hat, der den Menschen erschaffen hat, der das Glück erschaffen hat für den Menschen, der Dareios (zum) König gemacht hat.
§2 Dies (ist) das steinerne Abbild, das Dareios, der König, angeordnet hat in Ägypten herzustellen; aus diesem Grunde (wird dem), der es künftig betrachtet, dem wird bekannt/bewußt, daß der persische Mann Ägypten in Besitz hatte.
§3 Ich (bin) Dareios, der große König, König der Könige, König der Länder, König auf dieser großen Erde, des Hystaspes Sohn, ein Achaimenide.
§4 Es kündet Dareios, der König: Mich soll Ahuramazdǎ schützen und, was von mir geschaffen (worden ist).“

Die altpersischen Zeichen sind auf den ersten beiden Falten in zwei Gruppen von unterschiedlicher Zeilenlänge verteilt, während der elamische und babylonische Text auf den beiden anderen Falten in zwei Linien verlaufen.

### Ägyptische Inschriften

#### Text 1
Auf der linken Lasche des Gürtels (vom Beobachter aus gesehen), Text 1a, liest man:

„Le Roi de Haute et Basse Égypte, maître de l’accomplissement des rites Darayaouesh, qu’il vive éternellement.“

„Der König des Oberen und des Unteren Ägyptens, Beherrscher der Riten, Darayaouesh, der ewig lebt.“

Auf der rechten Lasche des Gürtels (vom Beobachter aus gesehen), Text 1b, liest man:

„Le Dieu parfait, maître des deux Terres, Darayaouesh, qu’il vive éternellement.“

„Der vollkommene Gott, Herrscher über beide Erden, Darayaouesh, der ewig lebt.“

#### Text 2
„pli-1 Le Dieu parfait, agissant de sa propre main, le souverain, régent des deux couronnes du Nord et du Sud, celui qui inspire la crainte dans le cœur des humains, possesseur de prestige à la face de quiconque le voit, celui dont le pouvoir a conquis chacune des Deux Terres et qui agit conformément à l’ordre du Dieu. Le fils de […], l’engeance du dieu Atoum, l’image vivante de Rê, lui que celui-ci a placé sur son (propre) trône pour mener à bien ce qui lui-même commencé ici-bas. Le Dieu parfait qui se réjouit de la Vérité 
pli-2, lui qu’Atoum seigneur d’Héliopolis a élu pour être le maître de tout ce que circonscrit le disque solaire, car il sait qu’il est son fils, son curateur. Il lui a ordonné de conquérir chacune des Deux Terres et la déesse Neith lui a donné l’arc qu’elle détient, pour renverser tous ses ennemis, agissant comme elle avait fait au profit de son fils Rê, la Première Foi, de sorte qu’il est vigoureux pour repousser ceux qui se révoltent contre lui, pour réduire
pli-3 ceux qui se rebellent contre lui dans chacune des Deux Terres. Le Roi fort, grand de prestige, maître de puissance comme Celui qui préside à Létopolis, maître de (sa propre) main, lui qui écrase les Neuf Arcs, dont le conseil est efficace et dont les desseins réuississent; maître de (son) bras, lorsqu’il il pénètre dans la mêlée, tirant exactement sans que sa flèche manque jamais 
pli-4 le but, lui dont la puissance est comme celle du dieu Montou. Le Roi de la Haute et de la Basse Égypte, maître des Deux Terres [Darayaou]esh - qu’il vive éternellement! - le Grand (roi), le roi des rois, le seigneur suprême de la terre [dans sa totalité, le fils du] Père-d’un dieu Ouishtapa, l’Achéménide, lui qui est apparu en Roi de Haute et Basse Égypte sur le siège où Horus règne sur les vivans, comme Rê à la tête des dieux, éternellement.“

„Falte-1 Der vollkommene Gott, der eigenhändig handelt, der Herrscher, Regent der zwei Kronen des Nordens und des Südens, der den Herzen der Menschen Furcht einflößt, der von jedem, der ihn sieht, anerkannt wird, der mit seiner Macht jedes der beiden Länder erobert hat und der im göttlichen Einvernehmen handelt. Der Sohn des [...], Abkömmling des Gottes Atum, das lebende Abbild von Re, der ihn auf seinen (eigenen) Thron gesetzt hat, um das zu vollenden, was er selbst hier auf Erden begonnen hat. Der vollkommene Gott, der sich der Wahrheit erfreut
Falte-2, er, den Atum erwählt hat, der Herr von Heliopolis, zum Herrscher über alles, was die Sonnenscheibe umschreibt, weil er weiß, dass er sein Sohn, sein Bewahrer ist. Er hat ihm befohlen, jede der beiden Erden zu erobern, und die Göttin Neith hat ihm ihren Bogen gegeben, um alle seine Feinde zu stürzen, wie sie es zuvor zu Gunsten ihres Sohnes Re bei der Erschaffung getan hat, so dass er in der Lage sein wird, diejenigen abzuwehren, die sich gegen ihn auflehnen, diejenigen herabzusetzen
Falte-3 die sich in jedem der beiden Länder gegen ihn auflehnen. Der starke König, groß an Ansehen, Herrscher über die Macht wie der, der in Letopolis regiert, Herrscher über (seine eigene) Hand, der die Neun Bögen zerschmettert, dessen Rat wirksam ist und dessen Pläne erfolgreich sind; Herrscher über (seinen) Arm, wenn er in das Getümmel eindringt und genau schießt, ohne dass sein Pfeil jemals
Falte-4  das Ziel verfehlt, dessen Macht so groß wie die des Gottes Month ist. Der König von Ober- und Unterägypten, Herrscher über beide Länder [Darayaou]esh - möge er ewig leben! - der Große (König), der König der Könige, der oberste Herr der [ganzen] Erde [, der Sohn eines] Gottes Hystaspes, des Achämeniden, der sich als König von Ober- und Unterägypten manifestierte, auf dem Thron, auf dem Horus über die Lebenden herrscht, wie Re an der Spitze der Götter, ewiglich.“

Die Inschrift ist die theologische Lobpreisung von Dareios I. Die Kumulierung der zentralen Allmacht des Persers und der nicht minder zentralen Funktion des Sohnes von Re-Atum durch ein und dieselbe Person wird in einer in traditionellem Ägyptisch verfassten Lobpreisung bekräftigt. Mit mythologischen Anspielungen auf Re's Siege über die Chaosmächte bei der Entstehung der Welt erinnert die Inschrift an die Vorsehung, die angeborenen Tugenden und die triumphale Berufung des Monarchen, Gottes Vertreter auf Erden. In ihrer poetischen Struktur und ihrem Vokabular könnte diese klassische Komposition dazu dienen, jeden König Ägyptens zu verherrlichen, wenn die Titulatur, die als Epilog fungiert, nicht darauf hinweisen würde, dass der König von Ober- und Unterägypten Dareios I. ist.

#### Text 3
Auf der Oberfläche des Sockels, vor dem rechten Fuß, liest man in fünf Kolonnen die Widmung:

„Le Dieu parfait, maître des Deux Terres, Roi de Haute et Basse Égypte Darayaouesh - qu’il vive éternellemnt! - image faite à l’exacte ressemblance du (2) Dieu parfait, maître des Deux Terres, que Sa Majesté a faite afin qu’un monument de lui soit durablement établi (3) et qu’on se souvienne de sa personne, auprès de son père, Atoum, seigneur héliopolitain des Deux Terres, (4) Rê-Harakhté, pour l’étendue de l’éternité. Que celui-ci accorde (5) en récompense toute vie et toute force, toute santé, toute joie, comme Rê (en jouit).“

„Der vollkommene Gott, Herrscher über beide Erden, König von Ober- und Unterägypten, Darayaouesh - möge er ewig leben! - Ein Bild, das gemacht wurde nach dem exakten Vorbild des (2) perfekten Gottes, Herrscher über beide Erden, das Seine Majestät gemacht hat, damit ein Denkmal von ihm dauerhaft errichtet werde (3) und dass man seiner gedenke, neben seinem Vater Atum, dem heliopolitanischen Herrn der Zwei Länder, (4) Re-Harachte, für alle Ewigkeit. Möge dieser (5) als Belohnung alles Leben und alle Kraft, alle Gesundheit und alle Freude gewähren, wie Re (sie genießt).“

#### Text 4
Discours: Je te donne toute vie et toute force

Toute stabilité, toute santé et toute joie

Je te donne tous les pays de plaine

Et tous les pays de montagnes réunis sous

Tes sandales

Je te donne la Haute et la Basse Égypte

Qui adressent des adorations à ton beau visage

Comme à celui de Rê, éternellement.

Rede: Ich gebe Dir alles Leben und alle Kraft

Alle Beständigkeit, alle Gesundheit und alle Freude

Ich gebe Dir alle Länder in den Ebenen

und alle Länder der Berge vereint

unter Deinen Sandalen

Ich gebe Dir Ober- und Unterägypten

Die dein schönes Antlitz anbeten.

Wie das von Re, ewiglich.
Yoyotte 2010, S. 283, mit eigener Übersetzung
Auf der Vorder- und Rückseite des Sockels ist das Symbol für die Vereinigung von Ober- und Unterägypten dargestellt (sma-taouy). Links und rechts des Symbols ist der Text 4 angebracht. Die Einheit und Sicherheit Ägyptens wurden üblicherweise auf den Basen der königlichen Statuen durch traditionelle Bilder symbolisiert. Die Vereinigung der zwei Erden mit dem Symbol sma-taouy wird durch zwei Genien dargestellt, die kräftig einen Strick um das hieroglyphische Zeichen verknoten, das das Verb „zusammenbringen“ (sm3) darstellt.  Die Stängel der zwei symmetrischer Pflanzen sind die Symbole für Ober-, bez. Unterägypten: auf der einen Seite der Papyrus, das Symbol Unterägyptens, auf der anderen die Erdmandel, das Symbol Oberägyptens.

#### Text 5
Auf den Längsseiten des Sockels sind 24 Völker in Bild und Schrift dargestellt. Auf der linken Seite der Statue, von vorne nach hinten, sind folgende Völker abgebildet:  1. Perser, 2. Meder, 3. Elamer, 4. Areier, 5. Parther, 6. Baktrier, 7. Sogder, 8. Arachosier, 9. Drangianer, 10. Choresmier, 12. Saken. Auf der gegenüberliegenden Seite der Statue, von vorne nach hinten, sind die restlichen Völker abgebildet: 13. Babylonier, 14. Armenier, 15. Lyder, 16. Kappadokier, 17. Skuder, 18. Assyrer, 19. Araber, 20. Ägypter, 21. Libyer, 22. Nubier, 23. Maker, 24. Inder.
In der Geschichte der ägyptischen Kunst ist es die einzige Darstellung von fremden Völkern. Man nimmt an, dass die ägyptischen Graphiker die Eigenheiten der Völker in den Gesichtern, Frisuren und Kleidern von den Monumenten in Susa und Persepolis kopiert haben.